# 郤芮
郤 芮（げき ぜい、？ - 紀元前636年3月）は、中国春秋時代の晋の宰相。氏は郤、もしくは封地から冀、諱は芮、字は子公。郤文の孫、郤豹の次男、郤称の弟、郤義の兄、郤缺の父。

## 生涯

### 秦へ亡命
献公が屈邑の夷吾を攻めると夷吾が狄に出奔しようとした。しかし郤芮が「いけません。狄にはすでに重耳がいます。梁は秦に近く、秦は強国ですから、わが君の死後、秦の後援で晋に入ることを求められたらよいと存じます。梁に逃げるにこしたことはありません」と進言したので夷吾は梁に出奔した。

### 帰国
紀元前651年、里克は献公の後を継いだ奚斉・卓子を立て続けに殺し、それを受けて呂省（呂甥）が夷吾を迎えるため使者を遣わした。夷吾は郤芮に「呂甥が私を迎え入れようとしています」と相談した。郤芮は「国の内外に賄賂して、財力を虚しくする事を惜しまず、帰国を求めるべきです」と言った。そこで夷吾は使者に会って承諾した。この時秦の公子縶が献公の弔問にやって来た。公子縶は「国を得るのは常に喪の時であり、国を失うのも常に喪の時であるといいます。好機は逸すべからず。公子よ、帰国を計られよ」と言った。夷吾はまた郤芮に相談すると、郤芮は「亡命者は律儀で清廉であってはなりません。 帰国を求めるべきです」と言った。そこで夷吾は使者に会って諾し「私が帰国して社稷を安んずる事が出来ましたら、河外の大きな城5つを献上致しましょう」と言った。こうして夷吾は帰国して晋公となった。

### 悪政
郤芮は晋の宰相になると恵公のもとで恵公に反対する大夫をことごとく誅殺した。また、帰国時に里克に約束した汾陽の邑を与えず逆に里克を自殺させた。さらに、帰国するときに秦に約束した河外の大きな城5つの割譲を断った。
丕鄭は、恵公や郤芮の悪政を嫌い、秦に賄賂を送って郤芮らを殺そうとしたが、郤芮はそれを見破り、呂甥・郤称と謀り、丕鄭と申生の重臣である七輿大夫を殺した。
周の襄王が使節を遣って恵公に襲封（封建領主の継承を命じる詔勅）の勅命を授けた時、郤芮は呂甥と共に恵公の礼を助けたが、恭敬の心に欠け、恵公も礼に欠けていた。非礼な扱いを受けた勅使は「晋は滅亡しないとしたら、その君には世継がないでしょう。また呂郤二人とも難を免れません」と言った。

### 重耳を迎える
紀元前636年、秦が重耳を帰国させようと黄河を渡って令狐・臼衰・桑泉の3邑を招くと、みな降服した。
2月、懐公は高梁へ逃走した。秦の穆公は公子縶を呂甥・郤芮のもとにやったので、郤芮らは軍を引いて郇の地に駐屯し、狐偃が秦と晋の大夫と郇で和議を盟ったので、郤芮・呂甥は重耳の帰国を承認した。

### 反乱、処刑
3月己丑の日、郤芮は重耳が即位すると、彼に殺されるのを恐れ、文公を帰国させたことを後悔して、子の郤缺や徒党と共に公宮を焼いて文公を殺そうとした。しかし、計画は勃鞮の密告により文公を取り逃がし、郤芮は兵を率いて文公を追った。ここで郤芮は秦の穆公におびき寄せられて、黄河のほとりで処刑された。
これにより、郤氏内の郤芮の系統は一度は断絶するが、後に子の郤缺が文公に許された事で郤芮系は復活し、更に郤缺が正卿に昇った事で、郤氏は再び隆盛へと向かうのである。